# ルイ9世 (フランス王)
ルイ9世（Louis IX, 1214年4月25日 - 1270年8月25日）は、フランス王国カペー朝第9代の国王（在位：1226年 - 1270年）。ルイ8世とカスティーリャ王アルフォンソ8世の娘ブランシュの子。死後、カトリック教会より列聖され、ここから、Saint-Louis（サン＝ルイ）と呼ばれるようになった。これは日本語では聖ルイあるいは聖王ルイと訳される。アメリカの都市、セントルイス（ミズーリ州）の地名の由来ともなった（セントルイスは、Saint-Louisを英語読みしたもの）。ブルボン家の先祖でもあり、同家の王の多くがルイを名乗るのも彼に由来すると思われる。同じく聖王と称されたカスティーリャ王フェルナンド3世は従兄。
内政に力を入れ長期の平和を保ったため、彼の治世の間、フランス王国は繁栄した。国内外を問わず、争いを収めるよう努力したためヨーロッパの調停者と呼ばれ、高潔で敬虔な人格から理想のキリスト教王と評価されている。ただ、宗教的情熱から2回の十字軍を行ったが、莫大な費用を費やし、自身も捕虜となるなど散々な負け戦を喫し、失敗に終わった挙句、陣没した。

## 生涯と統治

### 摂政時代
1226年に父王ルイ8世の崩御により12歳で即位したが、母ブランシュの摂政下にあった。ブランシュは優れた政治手腕により、アルビジョア十字軍を継続し、諸侯の反乱を抑えた。
元々フランスの諸侯は独立性が強く、祖父フィリップ2世と父の時に抑えられていたが、幼君の下で反抗、陰謀、反乱などがしばしば起こった。1228年の諸侯の反乱では、一時、ルイ9世が捕らえられる危機にあったが、都市（コミューン）の市民の支援を受け、これを恐れた反乱諸侯は撤退した。1230年にブローニュ伯、サン＝ポル伯などが、ブランシュと親しかったシャンパーニュ伯チボー4世を攻撃したが、この調停に成功している。1235年にはチボー4世が親政を始めたルイ9世と対立し、反乱を起こしたが、これを鎮圧している。
1229年にトゥールーズ伯レーモン7世とパリ条約を締結し、アルビジョア十字軍を終結させ、同年5月27日、サンスでプロヴァンス伯レーモン・ベランジェ4世の長女マルグリットと結婚し、親政を始める。後にマルグリットの妹達はイングランド王ヘンリー3世、ルイの弟シチリア王シャルル・ダンジュー等と結婚する。

### ポワチエの反乱
ポワチエのラ・マルシェ伯ユーグ10世・ド・リュジニャンは、父ユーグ9世の元婚約者でイングランド王ジョンの未亡人だったイザベル・ダングレームと再婚していた。イザベラはイングランド王ヘンリー3世の母であり、イングランドでは王太后扱いを受けていた。しかし、ルイ9世の弟ポワチエ伯兼トゥールーズ伯アルフォンスへの「臣従の誓い」の際に単なる臣下の妻として扱われた為、これを侮辱だと激怒し、夫と息子ヘンリー3世を扇動して、1241年にポワチエで反乱を起こさせた。
しかし、ルイ9世が鎮圧を始めると配下の城は次々と降伏し、これを見たイングランド諸侯はヘンリー3世を見捨てて勝手に帰国した。ユーグ10世夫妻は降服したが、比較的寛大な条件で許されている。ヘンリー3世は大陸に所有していたガスコーニュを占領されたが、以前失っていたノルマンディーやアンジューを正式に放棄する代わりに、ガスコーニュの領有を認められるという寛大な条件で和解した。
1243年にはアラゴン王ハイメ1世も含めて和平協定が結ばれ、以降、ルイ9世の在位中、フランス国内外の平和は続く。

### 第7回十字軍

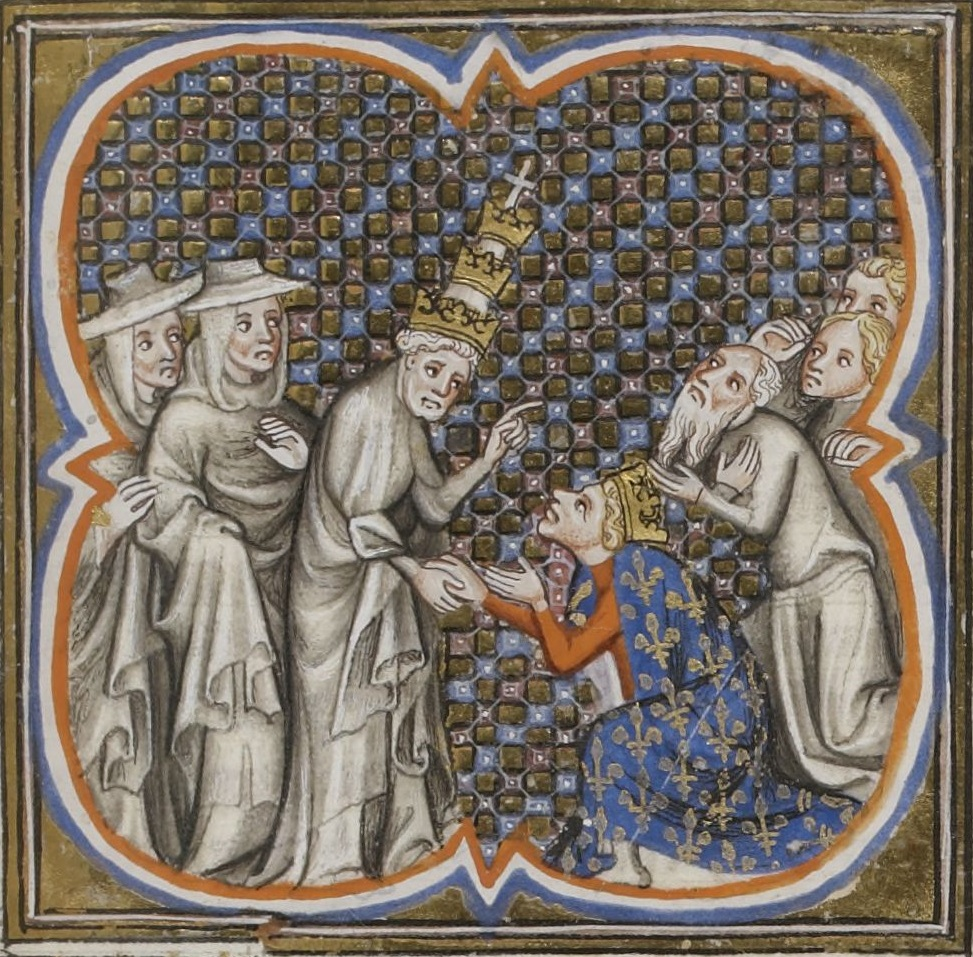
クリュニーにおけるルイ9世と教皇インノケンティウス4世

国内外の平和を取り戻すと、ルイ9世はかねてから悲願の十字軍（第7回十字軍）の遠征を計画し始めた。1244年にエルサレムは再びイスラム教勢力により陥落していたが、神聖ローマ皇帝フリードリヒ2世はローマ教皇インノケンティウス4世と対立しており、イングランド王ヘンリー3世は国内の反乱の対処で忙しく、西欧で十字軍に行ける余裕があるのはルイ9世だけだった。第1リヨン公会議で十字軍遠征が検討されたが、ルイ9世もこの会議に参加している。
フランス内部にも反対の声は強かったが、ルイ9世は押し切り、1248年に出発した。アイユーブ朝のエジプトを攻撃したが、敗北して捕虜となり、占領地を全て放棄した上に莫大な身代金を支払って撤退した。こののち、ルイ9世は聖地イェルサレムへ巡礼の旅に出ている。その一方でイスラム教に対する同盟国を見つけるため、1253年にフランシスコ会員ウィリアム・ルブルックをモンゴルへ派遣した。

### 外交と内政
神聖ローマ皇帝フリードリヒ2世とローマ教皇の対立や教皇庁内部の対立（教皇と対立教皇のあいだの対立）の調停を行い、「ヨーロッパの調停役」の役割を果たし、1264年には、「第2次バロン戦争」においてヘンリー3世とイングランド諸侯の調停をしている。ルイ9世は「公正な調停者」と尊敬されていたが、調停にもかかわらず、争いそのものは続いた。
内政面では、地方監察官の創設・貨幣の統一・裁判制度の整備・私戦の禁止などさまざまな政策を打ち出した。

### 第8回十字軍と聖ルイ王の最期

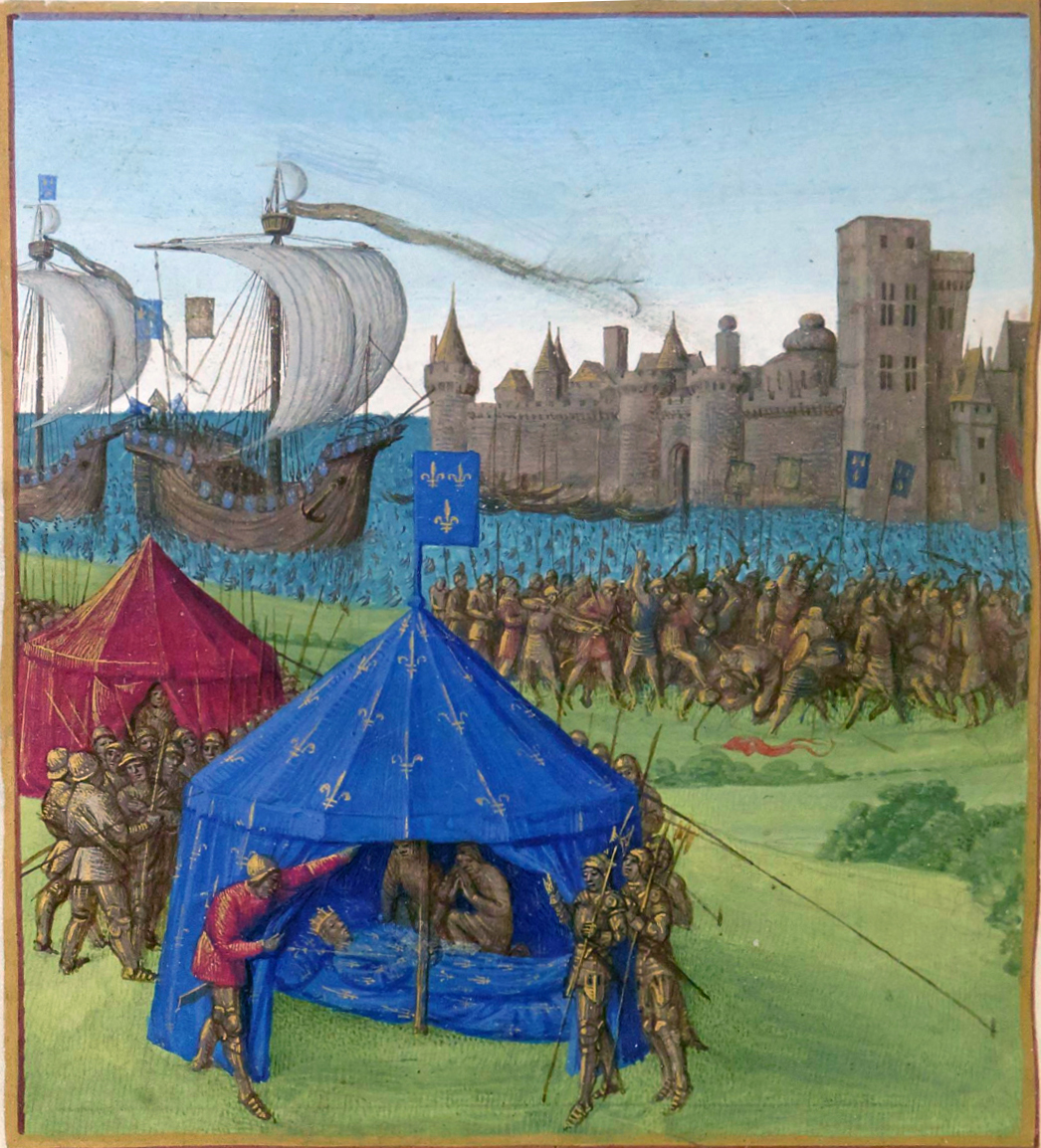
聖ルイの崩御。ルイは1270年8月25日にテントの中で崩御した（ジャン・フーケ画、フランス大年代記（1455年 - 1460年））。

晩年になると健康の不調で先が長くないと感じ、崩御する前に再び十字軍（第8回十字軍）を起こす事を望んだ。1270年に出発し、イスラム圏であったチュニジアを攻撃したが、飲用水が劣悪だったことや熱さにより病気がはびこり、ルイ9世も同地のチュニスでペストに罹患し、陣中で病没した。最期の言葉は「イェルサレム」だったという。
同行していた息子のフィリップは帰国してフランス王に即位した。ルイ9世は、崩御後27年の1297年にカトリック教会により列聖されている。

## 人となり
ルイ9世に仕えた騎士ジャン・ド・ジョアンヴィルにより、詳しい伝記『聖王ルイの生涯』が残されている。

### 芸術の保護者
芸術を保護し、ゴシック様式や建築が栄えた。パリは芸術の中心となり、その影響はヨーロッパ中に及んだ。ルイ9世が作らせたサント・シャペルもヨーロッパの多くで模倣された。

### 敬虔なキリスト教徒
後に列聖されるように敬虔なキリスト教徒で、
- 各地に救貧院を作ると共に、自ら貧者に食物を与えたり、その足を洗ったりした。
- 人々が気軽に神にかけて誓うのを冒涜と嫌い禁止している。
- 聖遺物を高額で買取り、それを納める聖堂を作ったり、ほぼ独力で2回の十字軍遠征を行っている。

しかし、政治に宗教の影響を与える事はせず公正に統治した。

### 逸話

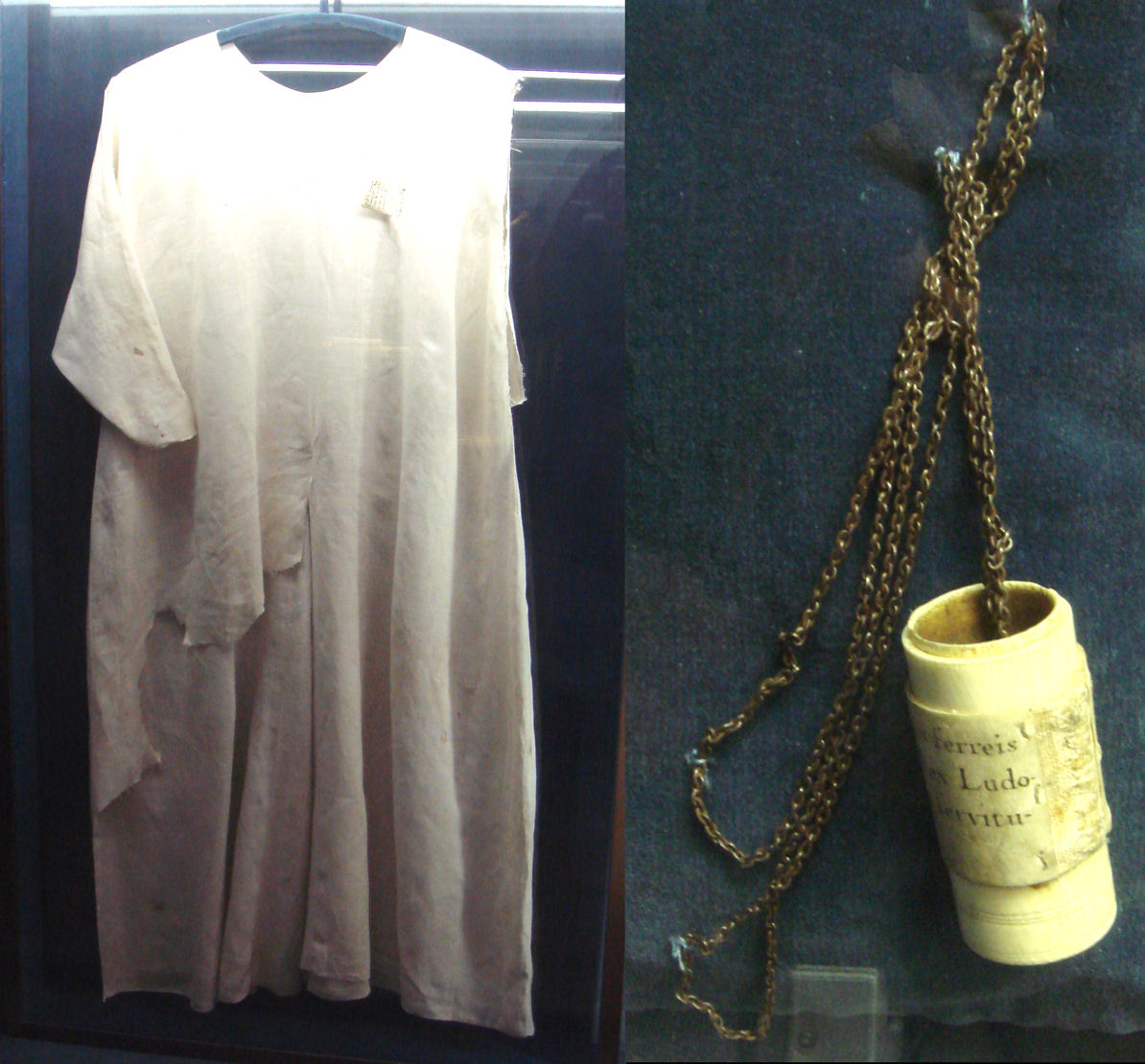
ルイ9世のチュニック(聖ルイのチュニック)と鞭

- 母ブランシュは息子と嫁マルグリットがあまり仲良くすることを好まなかったため、ポントワズ宮殿に滞在する折には、ルイ9世は妻の部屋とつながる裏階段で妻と逢引をしていた。部屋の前で召使に見張らせ、母がやってくると合図をさせ部屋に戻ったという。
- サン・ドニ修道院に保管してある聖遺物「キリストの釘」が盗まれた時、「これを失くすよりフランスの最も栄えた都市が地に飲み込まれるほうがましだ。」と述べたと言う。
- 1236年にラテン皇帝ボードゥアン2世が西欧に救援依頼に来た時、彼の所有するキリストの被った「イバラの冠」（あるいは「真の十字架」とも言う）を1万1000リーブル（13万5000リーブルともいう）という大金で購入し、それを納めるためサント・シャペルを建設している。

## 子女
マルグリットとの間に6男5女が生まれた。
- ブランシュ（1240年 - 1243年）
- イザベル（1241年 - 1271年） - ナバラ王テオバルド2世と結婚
- ルイ（1244年 - 1260年）
- フィリップ3世（1245年 - 1285年） - フランス王
- ジャン（1248年）
- ジャン・トリスタン（1250年 - 1270年） - ヴァロワ伯
- ピエール（1251年 - 1284年） - アランソン伯、ブロワ女伯ジャンヌ・ド・シャティヨンと結婚
- ブランシュ（1253年 - 1323年） - カスティーリャ王アルフォンソ10世の王太子フェルナンド・デ・ラ・セルダと結婚
- マルグリット（1254年 - 1271年） - ブラバント公ジャン1世と結婚
- ロベール（1256年 - 1317年） - クレルモン伯、ブルボン家の祖
- アニェス（1260年頃 - 1327年） - ブルゴーニュ公ロベール2世と結婚

## 評価
ルイ9世の評価は見方によって2通りある。
- 理想のキリスト教王であり、フランスの対外、内部の争いを収め、平和を保ち、裁判制度の整備、産業、芸術の育成につとめた名君である[注釈 1]。
- イングランドや神聖ローマ帝国が内戦や教皇との対応に追われていて、領土の拡大が可能だったのに、それを生かさなかった。特にイングランド領ガスコーニュを接収していれば、後の百年戦争は避けられたかもしれない。十字軍に失敗し多額の出費をした事は、その後のフランス王国の衰退につながった。また、勇敢な騎士であったが、将軍としての戦略、戦術に欠けていた。

　
いずれも高潔で敬虔な人物であったという評価は共通である。